# Герга (Сергокалинский район)
Герга — упразднённое село в Сергокалинском районе Дагестана. На момент упразднения являлось административным центром Гергинского сельсовета. Исключено из учётных данных в 1947 г в связи с переселением всего населения на территорию бывшей ЧИАССР.

## География
Располагалось у подножья хребта Киц-Тюбура, в верховье безымянного ручья впадающего в реку Гамри-озень, в 1,5 км к юго-западу от села Айнурбимахи.

## История
До вхождения Дагестана в состав Российской империи селение Герга входило в состав вольного общества Уракли. Затем в Гергинское сельское общество Мекегинского наибства Даргинского округа Дагестанской области. В 1895 году селение состояло из 190 хозяйств. По данным на 1926 год село состояло из 242 хозяйств. В административном отношении являлось центром Гергинского сельсовета Коркмас-Калинского района.
В 1944 году, после депортации чеченского населения с Северного Кавказа и ликвидации ЧИАССР, все население села было переселено в село Кошкельды вновь образованного Шурагатского района, которое в свою очередь было переименовано в Герга.
В 1957 году, в связи с восстановлением ЧИАССР, гергинцы вновь были переселены во вновь образованный переселенческий посёлок на территории Каякентского района, который получил название село Герга.

## Население
| Численность населения | Численность населения | Численность населения | Численность населения | Численность населения | Численность населения |
| 1888                  | 1895                  | 1908                  | 1914                  | 1926                  | 1939                  |
| --------------------- | --------------------- | --------------------- | --------------------- | --------------------- | --------------------- |
| 705                   | ↗711                  | ↗842                  | ↘824                  | ↗922                  | ↘716                  |

По переписи 1926 года в селе проживало 922 человека (453 мужчины и 469 женщин), из которых: даргинцы — 100 %.